# Kriegler Sándor
Kriegler Sándor (Budapest, 1877. augusztus 18. –‎ Budapest, 1966) magyar építész.

## Élete
Kriegler Dávid (1846–1906) aranyműves és Adler Berta fiaként született magyarországi zsidó családban. A Belvárosi Reáliskolába (ma: Eötvös József Gimnázium) járt, érettségit 1895-ben szerzett. Ezt követően a Műegyetemen tanult, majd 1899-ben építészmérnöki diplomát szerzett. Az 1900-as évek elejétől tervezett bérházakat Budapesten eklektikus és szecessziós stílusban. 1905-től lett a Magyar Mérnök- és Építész Egylet teljes jogú tagja.
A családi visszaemlékezések szerint művelt, zeneszerető ember volt, aki maga is jól zongorázott. Épületekről akvarellképeket is festett.
Felesége Ullmann Marianna (1897–1957) volt, Ullmann Károly és Rosauer Gabriella lánya, akivel 1927. október 10-én Bécsben kötött házasságot. 1938 júniusában kikeresztelkedtek az evangélikus vallásra.

## Ismert épületei

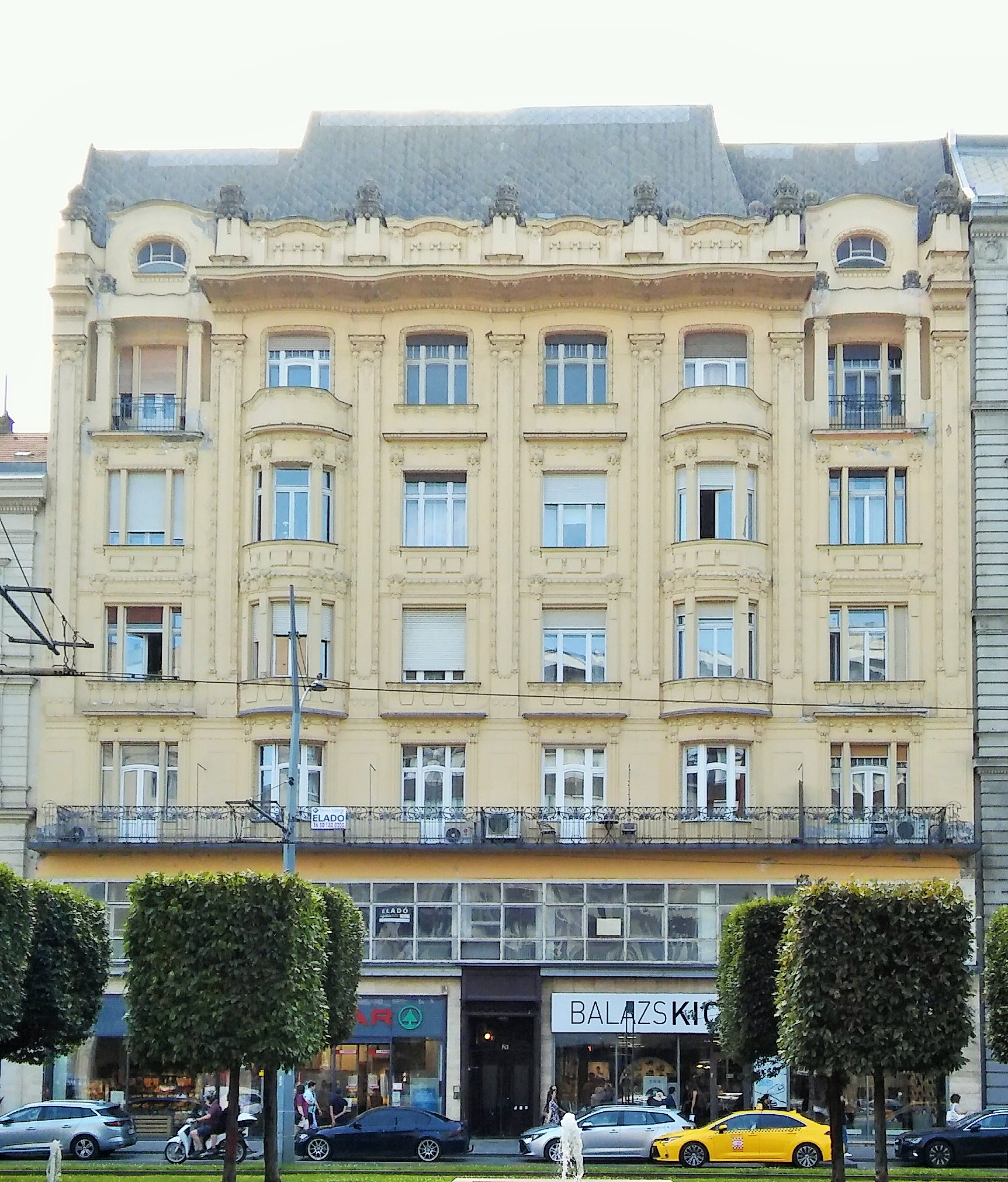
Károly körút 24.

- 1905: lakóház, Budapest, Budapest, Károly körút 24.[5][7][8]
- 1906: Klein-ház, Szabadka (Szerbia), Matija Gubec 6.[5]
- 1908–1909: lakóház, Budapest, Október 6. utca 13.[5][9][10]
- 1910: saját lakóháza, Budapest, Nagymező u. 36.[5]
- 1910-es évek: lakóház, Budapest, Klotild (ma: Stollár Béla) u. 3.[5][11]
- 1910-es évek: lakóház, Budapest, Práter u. 33. (valószínűsíthető szerzőség)[5]

Átalakításokat végzett 1906-ban a Budapest, Hajós u. 31. sz. alatti lakóházon.

### Tervben maradt épületek
- 1904: Törvényszéki palota, Gyulafehérvár[5][13]
- 1906: Gyógyfürdő, Palics[5][14]
- 1907: Földművelésügyi Minisztérium palotája, Budapest[15]
- 1907: Városháza, Szabadka[16]
- 1907: Izraelita Szeretetház, Budapest[17]
- 1910: Pest Vidéki Törvényszék, Budapest[18]
- 1911: Erzsébetvárosi Bank, Budapest[19]
- 1912: a budapesti férfiszabók ipartestületének székháza, Budapest, Reáltanoda utca 16. (I. díj)[5][20][21]
- 1913: Kereskedelmi és Iparkamara, Temesvár (I. díj)[5][22][23]
- 1913: Kereskedelmi Bank, Temesvár (IV. díj)[5][24]

## További irodalom
- (szerk.) Szentmiklóssy Géza: A magyar feltámadás lexikona 1919–1930. A magyar legujabb kor története, A Magyar Feltámadás Lexikona Kiadása, Budapest, 1930 (2. kiadás: Budapest, 1932) 785. o.